# Paul Roazen
Paul Roazen, né le 14 août 1936 à Boston et mort le 3 novembre 2005, est un historien de la psychanalyse.

## Biographie
Il obtient sa licence à l'université Harvard, puis poursuit ses études à l'université de Chicago et au Magdalen College d'Oxford. Il soutient une thèse consacrée à la pensée politique de Sigmund Freud à Harvard.
Entre 1964 et 1967 avec l’aide d’Hélène Deutsch, il entreprit d'interroger les personnes encore en vie – amis, proches, collègues et patients – qui avaient connu Freud. L'ouvrage qu'il en tire, Freud and his followers, est basé sur ces entretiens.  
En 1971, il obtient un poste à l'université York de Toronto, où il enseigne les sciences sociales et politiques, jusqu'à sa retraite en 1995.
Roazen a été le premier non psychanalyste à obtenir d'Anna Freud l'autorisation d’accéder à la bibliothèque de la Société Britannique de Psychanalyse. Il a ainsi eu accès aux matériaux réunis par Ernest Jones pour rédiger sa biographie de Freud. Il a édité les œuvres de Victor Tausk : Sexuality, war, and schizophrenia : collected psychoanalytic papers, edited and with an introduction by Paul Roazen ; translations by Eric Mosbacher & others. - New Brunswick, US : Transaction Publishers, 1991

## Publications
- Animal mon frère toi ; L'Histoire de Freud et Tausk, Payot, 1971.
- La Pensée politique et sociale de Freud, Complexe, 1976.
- La Saga freudienne, PUF, 1986.
- Helene Deutsch : une vie de psychanalyste, PUF, 1992.
- Mes rencontres avec la famille de Freud, Seuil, 1996.
- The power Limits of a Vision, avec Erik H. Erikson, New York, Free Press, 1976.
- (éd.) Victor Tausk : Sexuality, war, and schizophrenia : collected psychoanalytic papers, edited and with an introduction by Paul Roazen ; translations by Eric Mosbacher & others. - New Brunswick, US : Transaction Publishers, 1991